# Майская улица (Ижевск)
Майская улица — улица в Октябрьском и Индустриальном районах города Ижевска. Проходит в жилом районе «Север» от улицы Карла Маркса до реки Карлутка. Протяжённость — около 1,76 км. Нумерация домов ведётся от улицы Карла Маркса.

## История
Первое упоминание улицы в документах относится к 1927 году. Первоначально получила название Майский переулок. Переименована в улицу 15 декабря 1952 года по решению исполкома Ижевского горсовета.
В ноябре 1968 года по улице прошёл первый в городе троллейбус.

## Описание
Улица находится к северу от центра Ижевска. Большая её часть лежит в Октябрьском административном районе города, и только небольшой участок к востоку от улицы Удмуртской административно относится к Индустриальному району. Располагается на территории жилого района «Север» между Северным переулком и улицей 10 лет Октября. Начинается на улице Карла Маркса и следует от неё на восток. Пересекает Пушкинскую улицу, улицу Щорса, Удмуртскую улицу, улицу Белинского и заканчивается тупиком на правом берегу реки Карлутка.

## Примечательные здания и сооружения
По нечётной стороне:
- № 13 — МФЦ Октябрьского района г. Ижевска
- № 29 — офис банка «Открытие»

По чётной стороне:
- № 10 — детский сад № 241 «Маленькая страна»
- № 28 — кафе «На Майской»

## Общественный транспорт
По Майской улице следуют троллейбусы № 1, 4, 7, а также автобусы № 18, 26, 79. Движение общественного транспорта организовано от Пушкинской улицы до Удмуртской в обоих направлениях. На улице расположены 2 остановки автобусов и троллейбусов: «Ул. Щорса» и
«Ул. Димитрова».